# فلاديمير كورا
فلاديمير كورا (بالإسبانية: Vladimir Cora)‏ هو نحات ورسام مكسيكي، ولد في 1951.